# Preocupaciones sobre la privacidad en las redes sociales
Desde la aparición de las primeras redes sociales a principios de los años 2000, las plataformas en línea han experimentado un aumento exponencial, destacando Facebook, Instagram, Twitter y Snapchat como líderes en el ámbito de las redes sociales a mediados de la década de 2010 . La enorme cantidad de información personal disponible en línea y almacenada en la nube ha situado la privacidad del usuario en el centro de la discusión acerca de la capacidad de las bases de datos para guardar de forma segura dicha información. El grado en que los usuarios y los administradores de plataformas de redes sociales pueden acceder a los perfiles de los usuarios se ha convertido en un nuevo tema de consideración ética, y la legalidad, la conciencia y los límites de las violaciones posteriores de la privacidad son inquietudes críticas en la era tecnológica. 
Una red social representa una estructura social conformada por actores sociales (como individuos u organizaciones), y sus interacciones sociales. Las preocupaciones acerca de la privacidad en las redes sociales deriva de la privacidad de los datos, que implica el derecho de exigir la privacidad personal en relación con el almacenamiento, la reutilización, el suministro a terceros y la visualización de información personal a través de Internet. Los problemas de seguridad y privacidad de las redes sociales se deben a la gran cantidad de información que estos sitios procesan a diario. Las funciones que incentivan la participación del usuario (mensajes, invitaciones, fotografías, aplicaciones de plataforma abierta y otras aplicaciones) suelen ser espacios para que otros obtengan acceso a la información privada de un usuario. Además, las tecnologías utilizadas para gestionar la información del usuario pueden vulnerar su privacidad.
La llegada de la Web 2.0 ha dado lugar a la creación de perfiles sociales y ha suscitado crecientes preocupaciones en lo que respecta a la privacidad en Internet. La Web 2.0 es un sistema que permite el intercambio participativo de información y la colaboración en Internet, presente en plataformas como Facebook y MySpace. Hacia finales de la década de los 2000, estas redes sociales experimentaron un aumento en su popularidad . A través de estos sitios web, muchas personas han divulgado su información personal en la red. En estas redes sociales las interacciones utilizadas en sus páginas se registran y almacenan  para su uso futuro. Los problemas incluyen el acoso cibernético, la divulgación de ubicación, la elaboración de perfiles sociales, la divulgación de información personal a terceros y  el uso por parte de gobierno de redes sociales en investigaciones sin la protección de una orden de registro .

## Historia
Antes de la explosión de las redes sociales en la última década, existían tipos anteriores de redes sociales que se remontan a 1997, como Six Degrees y Friendster. Mientras estas dos plataformas se introducían, otras formas  de redes sociales incluían: juegos multijugador en línea, blogs y foros, grupos de noticias, listas de correo y servicios de citas. Estos sitios sentaron las bases para los nuevos. Desde su comienzo, el tema de la privacidad ha sido una preocupación pública. En 1996, una joven de la ciudad de Nueva York tenía una primera cita con un conocido en línea y luego presentó una demanda por acoso sexual, después de que su cita intentara realizar algunas de las fantasías sexuales que habían discutido mientras estaban en línea. Este es sólo un ejemplo temprano de muchos otros problemas que surgirían relacionados con la privacidad en Internet. 
En el pasado, las redes sociales solían consistir principalmente en conversaciones con otros usuarios en salas de chat, lo cual era considerablemente menos popular que las redes sociales actuales. Las personas las utilizaban eran consideradas "expertas en tecnología", a diferencia de los usuarios de hoy en día. Uno de los primeros incidentes relacionados con la privacidad fue el de MySpace, debido al "acecho de menores, acoso y problemas de privacidad", lo que inevitablemente condujo a la adopción de "requisitos de edad y otras medidas de seguridad". En la sociedad actual es muy común que ocurran eventos como el acecho y el "catfishing ".
De acuerdo con Kelly Quinn, “el uso de las redes sociales se ha vuelto omnipresente, en la actualidad, el 73% de los adultos estadounidenses hacen uso de redes sociales con niveles de uso significativamente más altos entre los adultos jóvenes y las mujeres." Las redes sociales han experimentado un aumento de  popularidad durante la última década y siguen creciendo. La mayoría de la población de Estados Unidos utiliza algún tipo de red social. 

## Causas
Existen diversas razones que contribuyen a la invasión de la privacidad en redes sociales. Se ha observado que "de forma inherente, estas tecnologías desafían los mecanismos de control y acceso a la información personal, ya que compartir contenido creado por el usuario es necesario para su funcionamiento". Esto demuestra que las empresas de redes sociales requieren que la información privada se vuelva pública para que sus plataformas puedan operar. Necesitan que las personas compartan y se conecten entre sí. Esto no es necesariamente negativo; no obstante, es fundamental estar al tanto de las preocupaciones sobre la privacidad. Aún con configuraciones de privacidad, las publicaciones en Internet pueden ser compartidas con personas más allá de los seguidores o amigos de un usuario. Una razón para esto es que "actualmente la legislación inglesa no es capaz de proteger a aquellas personas que comparten en las redes sociales de que su información se divulgue más allá de su intención". La información siempre tiene la posibilidad de difundirse en línea involuntariamente. Una vez que algo se publica en Internet, se convierte en público y deja de ser privado. Los usuarios pueden configurar la privacidad de sus cuentas; sin embargo, eso no garantiza que la información no vaya más allá del público objetivo. Las imágenes y publicaciones pueden ser guardadas y existe la posibilidad de que no se eliminen nunca. En 2013, el Pew Research Center descubrió que "el 60% de los usuarios adolescentes de Facebook tienen perfiles privados". Esto demuestra que la privacidad es definitivamente algo que la gente aún valora.
Las redes sociales han convertido la vida de las personas en algo mucho más público. Estos sitios permiten a las personas conectar con una audiencia mucho más amplia que las interacciones en persona. Pueden conectarse con usuarios de todo el mundo, con los que quizás nunca tendrían la posibilidad de interactuar cara a cara. Aunque esto puede tener aspectos positivos, también suscita numerosas preocupaciones sobre la privacidad.  LDanah Boyd, autora de "It's Complicated", señala que algunas personas "creen que la disposición a compartir en espacios públicos (y, con toda seguridad, cualquier acto de exhibicionismo y publicidad) es incompatible con el deseo de mantener la privacidad personal". Una vez que algo se publica en Internet, se vuelve accesible para un amplio público e incluso puede compartirse más allá de los amigos o seguidores previstos. En la actualidad, muchos empleadores revisan las redes sociales de los candidatos antes de contratarlos. Las redes sociales se han convertido en una herramienta que las personas utilizan para obtener información sobre la vida de otros. Es posible conocer mucho acerca de una persona basándose en lo que comparte en línea, incluso antes de conocerla en persona. La capacidad de mantener la privacidad es un proceso en constante evolución. Boyd describe que "lograr privacidad requiere la capacidad de controlar la situación social navegando por señales contextuales complejas, posibilidades técnicas y dinámicas sociales". La sociedad cambia constantemente; por lo tanto, se debe cambiar la capacidad de comprender situaciones sociales para obtener privacidad con regularidad.

### Niveles de privacidad ofrecidos
Las redes sociales ofrecen diferentes niveles de privacidad. Para algunos sitios como Facebook, se promueve el uso de nombres reales y otra información personal (en un área conocida como "Perfil"). Esta información generalmente consiste en la fecha de nacimiento, la dirección actual y los números de teléfono. Además, algunos sitios permiten añadir más información sobre ellos mismos, como intereses, pasatiempos, libros o películas favoritos e incluso su estado civil. Sin embargo, existen otros sitios de redes sociales, como Match.com, donde la mayoría de las personas prefieren mantener el anonimato.  Por lo tanto, relacionar a los usuarios con su identidad real a veces puede ser una tarea complicada. A pesar de ello, en ocasiones las personas pueden ser identificadas mediante la reidentificación facial. Se han llevado a cabo investigaciones en dos sitios de redes sociales destacadas y se ha descubierto que, al superponer el 15% de fotografías similares, es posible relacionar las imágenes de perfil con imágenes similares en varios sitios para identificar a los usuarios.

### Preocupación de la gente
"De acuerdo a una investigación efectuada por el Boston Consulting Group, la privacidad de los datos personales es una preocupación fundamental para el 76% de los consumidores a nivel mundial y el 83% de los consumidores en Estados Unidos". Seis de cada diez estadounidenses (61%) han dicho que les gustaría hacer más para proteger su privacidad.
En el caso de los sitios que promueven la divulgación de información, la mayoría de los usuarios no tienen inconvenientes al compartir su información personal con un  público amplio. En 2005, se llevó a cabo un estudio en el que se analizaron datos de 540 perfiles de Facebook de estudiantes matriculados en la Universidad Carnegie Mellon. El 89% de los usuarios proporcionaron su nombre real, y el 61% incluía una fotografía suya para facilitar su identificación. La mayoría de los usuarios tampoco habían modificado la configuración de privacidad, lo que permitía que un gran número de usuarios, incluyendo desconocidos, accedieran a su información personal (la configuración predeterminada permitía que amigos, amigos de amigos y personas fuera de la red tuvieran una vista completa del perfil del usuario). Es posible que los usuarios eviten que otros los localicen en Facebook, pero esto debe hacerse de manera individual y, por lo tanto, no parece ser una práctica común entre un gran número de personas. La mayoría de los usuarios no son conscientes de que, si bien pueden utilizar las funciones de seguridad de Facebook, la configuración predeterminada es restablecida después de cada actualización. Todo esto ha generado preocupaciones sobre la cantidad de información que los usuarios comparten en las redes sociales, lo que puede tener consecuencias significativas para su privacidad. Facebook fue criticado por la percepción de falta de rigurosidad en la configuración predeterminada de privacidad para los usuarios. 
La "paradoja de la privacidad"  es un fenómeno en el que las personas, aunque afirman estar preocupadas por su privacidad en línea, no toman medidas para proteger sus cuentas. Además, aunque las personas suelen tomar medidas de seguridad adicionales para otras cuentas en línea, como las relacionadas con la banca o las finanzas, esto no se extiende a las cuentas de redes sociales. Algunas de estas medidas de seguridad básicas y simples incluyen borrar cookies, limpiar el historial de navegación o revisar el ordenador en busca de software espía. Esta falta de acción puede explicarse de varias maneras. Una de ellas es el "sesgo de tercera persona", donde las personas son conscientes de los riesgos, pero no creen que esos riesgos les afecten como individuos. Otra explicación es un simple análisis de riesgo-recompensa, donde las personas están dispuestas a arriesgar su privacidad en busca de los beneficios de estar activos en las redes sociales. A menudo, el riesgo de que su información privada sea explotada en línea se ve opacado por las recompensas de compartir información personal que refuerza su atractivo en las redes sociales.
El estudio de Van der Velden y El Emam describe a los adolescentes como "usuarios activos de las redes sociales, que aparentemente se preocupan por el tema de la privacidad, pero que al mismo tiempo revelan una cantidad considerable de información personal". Esto plantea la pregunta de cuáles son los aspectos que se deben gestionar de forma privada en las redes sociales y ayuda a ejemplificar la paradoja de la privacidad. En este estudio en particular fueron examinados adolescentes con enfermedades mentales y sus interacciones en las las redes sociales. Los investigadores descubrieron que "es un lugar donde los pacientes adolescentes se mantienen al tanto de su vida social; no se considera un espacio para discutir su diagnóstico y tratamiento".  Por lo tanto, las redes sociales son un entorno que requiere autogestión y privacidad. La privacidad debería ser la preocupación principal, especialmente para los adolescentes que quizás no están  informados completamente sobre la importancia y las consecuencias de la distinción entre lo que es público y lo que es privado. Por ejemplo, se señala una "discrepancia entre las preocupaciones de privacidad declaradas y la divulgación de información privada".

## Posibles peligros

### Robo de identidad
Dado que se proporciona tanta información en las redes sociales, es posible deducir otros datos, como el número de la seguridad social de una persona, que puede ser utilizado para cometer robo de identidad.En 2009, investigadores de la Universidad Carnegie Mellon publicaron un estudio demostrando que es posible predecir la mayoría, y en algunos casos todos, los dígitos del número de seguridad social de un individuo utilizando información obtenida de redes sociales y bases de datos en línea. (Véase Predicting Social Security Numbers from Public Data by Acquisti and Gross). En respuesta, varios grupos han aconsejado a los usuarios no mostrar su número o restringir su visibilidad a "amigos" de Facebook que no conocen personalmente.También se han reportado casos en los que fotografías publicadas en redes sociales han sido robadas para facilitar el robo de identidad. Según el Huffington Post, el consultor informático búlgaro Bogomil Shopov afirmó en un blog reciente haber comprado información personal de más de un millón de usuarios de Facebook por el sorprendente bajo precio de cinco dólares estadounidenses. Los siguientes datos podrían ser usados para robar las identidades de usuarios: nombres completos (incluyendo el segundo nombre), fecha de cumpleaños, ciudad de origen, estado civil, información residencial y otros hobbies e intereses.

### Preadolescentes y adolescentes jóvenes
Entre todos los grupos de edad, los preadolescentes y adolescentes jóvenes son, en general, las víctimas más vulnerables en cuanto al comportamiento de compartir información privada. Según investigaciones, muchos adolescentes consideran que las redes sociales son importantes para construir relaciones y amistades. Este hecho conlleva preocupaciones de privacidad, como el robo de identidad, el hurto de información personal y el uso de datos por parte de empresas publicitarias. Además de usar las redes sociales para conectarse, los adolescentes utilizan los servicios de redes sociales con fines políticos y para obtener información. Sin embargo, esta conexión también implica preocupaciones de privacidad, como el robo de identidad, el uso indebido de información personal y el uso de datos por parte de empresas publicitarias.
Aunque muchas plataformas establecen restricciones de edad, su efectividad es debatible. Hallazgos muestran que las oportunidades educativas sobre la privacidad en Internet y las preocupaciones de padres, maestros y compañeros desempeñan un papel significativo en el comportamiento de los usuarios respecto a la privacidad en línea.Otros estudios también han encontrado que una mayor preocupación de los adolescentes por su privacidad está relacionada con una mayor probabilidad de que adopten comportamientos de protección de la privacidad. En la cultura tecnológica que está desarrollando la sociedad, no solo debe aumentarse la conciencia de los adolescentes y los padres, sino que toda la sociedad debería reconocer la importancia de la privacidad en línea.
Los preadolescentes y adolescentes jóvenes son particularmente susceptibles a las presiones sociales que los animan a revelar datos personales al publicar en línea. A menudo comparten información sobre su vida personal, como actividades que realizan, su ubicación actual, con quién pasan el tiempo, así como sus pensamientos y opiniones. Tienden a compartir esta información porque no quieren sentirse excluidos o ser juzgados por otros adolescentes que ya practican estas actividades. Además, se sienten motivados a mantenerse al día con los últimos chismes, tendencias actuales y noticias virales. Al hacerlo, se exponen al ciberacoso, al acecho en línea y, en el futuro, podrían enfrentarse a problemas al buscar empleo. En el contexto de la privacidad, están más inclinados a compartir información privada públicamente. Esto es preocupante porque los preadolescentes y adolescentes son los menos educados sobre la naturaleza pública de las redes sociales, cómo protegerse en línea y las consecuencias negativas de compartir demasiada información personal.
Con el aumento de jóvenes que se unen a las redes sociales, creen que es aceptable publicar cualquier pensamiento o sentimiento, sin darse cuenta del daño potencial que esa información puede causarles o cómo están sacrificando su privacidad. "Los adolescentes comparten más información sobre sí mismos en las redes sociales que en el pasado". Los preadolescentes y adolescentes están compartiendo información en plataformas como Facebook, Snapchat, Instagram, Twitter, Pinterest y otras, publicando fotos y videos de ellos mismos sin ser conscientes de la privacidad que están sacrificando. Publican sus nombres reales, fechas de nacimiento y direcciones de correo electrónico en sus perfiles de redes sociales.La movilidad de los adolescentes es menor que en el pasado. Todo lo que estos adolescentes hacen online es para mantenerse al tanto de las oportunidades sociales, y lo que es preocupante sobre esto es que lo hacen de una manera que es no solo trazable sino también en un entorno que fomenta la persistencia en compartir información personal.Consecuentemente, seguirían usando las páginas de redes sociales como Facebook, a pesar de saber que existen riesgos potenciales de privacidad.
California está también tomando medidas para proteger la privacidad de algunos usuarios de las redes sociales, que las usan contra sus propios juicios. En 2013, California promulgó una ley que exigiría a estas plataformas permitir a los menores registrados borrar sus propios comentarios. Este fue el primer paso en los Estados Unidos hacia el “derecho al olvido”, un concepto que ha sido debatido en todo el mundo en la última década.

### Agresores sexuales
La mayoría de las principales redes sociales están comprometidas con garantizar que el uso de sus servicios sea lo más seguro posible. Sin embargo, debido a la gran cantidad de información personal que se comparte en estas plataformas y la posibilidad de esconderse tras una identidad falsa, estos sitios se han vuelto cada vez más populares entre los agresores sexuales en línea. Además, la falta de mecanismos efectivos de verificación de edad es una preocupación importante en estas plataformas. Se ha sugerido que muchos de estos depredadores simplemente han migrado a servicios ofrecidos por Facebook. Aunque el número de casos puede ser relativamente pequeño, se ha observado que la cantidad de agresores sexuales capturados utilizando redes sociales está aumentando, llegando casi a una frecuencia semanal. En los peores casos, los niños se han convertido en víctimas de pedófilos o han sido persuadidos para encontrarse con extraños. Se dice que los depredadores sexuales pueden acechar de manera anónima en los rincones del ciberespacio y acceder a los perfiles de sus víctimas en línea.
Varios casos ampliamente publicitados han demostrado la amenaza que representan para los usuarios, como el de Peter Chapman, quien, bajo un nombre falso, agregó a más de 3,000 amigos en Facebook y luego violó y asesinó a una joven de 17 años en 2009. En otro caso, una niña de 12 años de Evergreen fue encontrada a salvo por el FBI con la ayuda de Facebook, después de que su madre descubriera una conversación que su hija había tenido con un hombre que conoció en la popular aplicación de redes sociales.